# Olga Gutman
Olga Gutman, slovenska pisateljica in pravljičarka, * 13. maj 1944, Vučja Gomila.

## Življenje
V osnovno šolo je začela hoditi leta 1951. Prve štiri razrede osnovne šole je končala v Vučji Gomili, od petega do osmega razreda pa je hodila na nižjo gimnazijo (danes Osnovna Šola Bogojina). Leta 1959 je šolanje nadaljevala  na Učiteljišču v Murski Soboti. Leta 1963 se je zaposlila kot učiteljica razrednega pouka na Osnovni šoli Bogojina. Leta 1967 se je preselila na Dolenjsko in v Zameškem, podružnici Osnovne šole Šentjernej, poučevala  enajst let, do leta 1978.
Ob delu je dve leti študirala na Višji šoli za socialno delo v Ljubljani, vendar zaradi bolezni staršev študija ni dokončala, saj se je vrnila v Vučjo Gomilo. Od leta 1978 do leta 1980 je bila upravnica Kluba mladih v Murski Soboti.
Leta 1980 se je zaposlila na Osnovni šoli Fokovci kot učiteljica razrednega pouka in tam poučevala vse do upokojitve. Leta 1993 je končala enoletni seminar za kreativno pisanje na Pedagoški fakulteti v Ljubljani. Upokojila se je leta 1998.

## Delo
Literarna dela je pisala že od osnovne šole, najprej pesmi in nato še prozo, vendar je dela začela objavljati po upokojitvi. Njena prva knjiga za otroke Pravljična košarica je izšla leta 1998 pri založbi Drumac v Mariboru. Druga izdana knjiga Korenine in sol  je izšla leta 2008 pri založbi Katr v Ljubljani.
Veliko njenih kratkih zgodb je izšlo v: zborniku Društva Lipa v Domžalah, zbornikih Ljudske univerze Zrelo žito v Murski Soboti, v zbornikih Shojene poti, v raznih revijah, časopisih (Kmečki glas , Lipnica  …) in koledarjih (Evangeličanski koledar 2001, 2003, 2004, 2005, 2006, 2011). Več kot trideset kratkih zgodb je objavljenih na spletu RTV, kjer ima svoj blog.
Zbornike Shojene poti izdaja Literarna sekcija Društva upokojencev Murska Sobota, ki ga Olga Gutman vodi od leta 2007.

## Nagrade
- 1989 – Priznanje ob 120-letnici šole za kratke zgodbe; (izdala Osnovna šola Fokovci)
- 2008 – Bronasto priznanje za kratke zgodbe; (izdalo Pevsko društvo Selo)
- 2009 – Srebrno priznanje za kratke zgodbe; (izdalo Pevsko društvo Selo)
- 2009 – Ožji izbor; (izdalo Društvo združenih narodov)
- 2010 – Ožji izbor: 2. nagrada za otroško zgodbo na literarnem natečaju; (izdalo Društvo združenih narodov)
- 2010 – 1. nagrada za aforizme na literarnem natečaju parka Goričko 2010

#### Knjige za otroke
- Pravljična košarica; Drumac, 1998 (COBISS)

#### Knjige za odrasle
- Korenine in sol; Katr, 2008 (COBISS)